# 佐藤康幸
佐藤 康幸（さとう やすゆき、1972年5月24日 - ）は、静岡県小笠郡浜岡町（現：御前崎市）出身の元プロ野球選手（投手）。

## 来歴・人物
静岡県立池新田高等学校3年夏は県大会4回戦で敗退。帝京大学へ進学後は、首都大学学生リーグで52試合登板し12勝21敗。
大学卒業後、河合楽器に入社。社会人時代は、2年連続で都市対抗野球に出場して1996年は2回戦で先発したが、川村丈夫（元横浜ベイスターズ）が投げるなど五輪代表選手を擁する日本石油の前に5失点で降板、敗退。同年は京都市長杯優勝投手となりMVPも獲得。同年のドラフト会議で中日ドラゴンズから6位指名を受け入団。
1998年には貴重な左腕中継ぎとして20試合に登板し初勝利も記録した。しかし、後に椎間板ヘルニアを患い腰を痛めたため選手生命を縮めることとなる。
2000年10月、自由契約となり、広島東洋カープにテスト入団にて移籍。2001年現役引退。
現役引退後は古巣の中日に戻り、2002年から打撃投手を務めている。2011年から用具担当補佐、2013年から一軍用具担当補佐、2016年から一軍用具担当をそれぞれ打撃投手と兼務。2023年限りで退団し、家業を継ぐ。

## 詳細情報

### 年度別投手成績
| 年 度     | 球 団     | 登 板 | 先 発 | 完 投 | 完 封 | 無 四 球 | 勝 利 | 敗 戦 | セ 丨 ブ | ホ 丨 ル ド | 勝 率 | 打 者 | 投 球 回 | 被 安 打 | 被 本 塁 打 | 与 四 球 | 敬 遠 | 与 死 球 | 奪 三 振 | 暴 投 | ボ 丨 ク | 失 点 | 自 責 点 | 防 御 率 | W H I P |
| --------- | --------- | ----- | ----- | ----- | ----- | -------- | ----- | ----- | -------- | ----------- | ----- | ----- | -------- | -------- | ----------- | -------- | ----- | -------- | -------- | ----- | -------- | ----- | -------- | -------- | ------- |
| 1997      | 中日      | 15    | 0     | 0     | 0     | 0        | 0     | 0     | 0        | --          | ----- | 79    | 15.1     | 25       | 1           | 9        | 0     | 1        | 12       | 1     | 0        | 17    | 12       | 7.04     | 2.22    |
| 1998      | 中日      | 20    | 0     | 0     | 0     | 0        | 2     | 3     | 0        | --          | .400  | 100   | 22.1     | 24       | 0           | 11       | 0     | 0        | 14       | 0     | 0        | 8     | 7        | 2.82     | 1.57    |
| 2000      | 中日      | 1     | 0     | 0     | 0     | 0        | 0     | 0     | 0        | --          | ----  | 5     | 0.2      | 3        | 0           | 0        | 0     | 0        | 1        | 0     | 0        | 2     | 2        | 27.00    | 4.50    |
| 2001      | 広島      | 1     | 0     | 0     | 0     | 0        | 0     | 0     | 0        | --          | ----  | 9     | 2.0      | 1        | 0           | 2        | 0     | 0        | 1        | 0     | 0        | 0     | 0        | 0.00     | 1.50    |
| 通算：4年 | 通算：4年 | 37    | 0     | 0     | 0     | 0        | 2     | 3     | 0        | --          | .400  | 193   | 40.1     | 53       | 1           | 22       | 0     | 1        | 28       | 1     | 0        | 27    | 21       | 4.69     | 1.86    |

### 記録
- 初登板：1997年5月13日、対ヤクルトスワローズ7回戦（富山市民球場アルペンスタジアム）、6回表2死に3番手で救援登板、1/3回を無失点
- 初奪三振：同上、6回表に飯田哲也から
- 初勝利：1998年6月11日、対広島東洋カープ10回戦（倉敷マスカットスタジアム）、8回裏1死に5番手で救援登板、1回2/3を無失点

### 背番号
- 60 （1997年の入団発表時のみ）
- 53 （1997年 - 2000年）
- 48 （2001年）
- 119 （2002年 - 2023年）